# Hagfellekammen
Der Hagfellekammen (norwegisch für Gartenzaungrat) ist ein 16 km langer Gebirgskamm im ostantarktischen Königin-Maud-Land. Im Gebirge Sør Rondane erstreckt er sich vom Mefjell in östlicher Richtung.
Wissenschaftler des Norwegischen Polarinstituts benannten ihn 1973.